# Liste des fabricants de trains de jardin
Le monde du train de jardin et du modélisme ferroviaire est issu de l'industrie du jouet.
Pour des raisons historiques, les échelles sont variées et souvent présentées de manière ambigües par les fournisseurs qui veulent bénéficier de la notoriété de la voie 'G' (45 mm).

## Marques en activité
Voici une liste de quelques marques reconnues. Elles ne sont pas seules, d'autres existent, souvent sous forme artisanales. De nombreux regroupements ont eu lieu.

### Trains
- Accucraft -AMS-AML -(USA) : Modèles de qualité en laiton à grande échelle (1:19 à 1:32) et vapeur vive
- Aristo-craft (USA) : Fabricant de trains de jardin à voie normale au 1:29 et 1:24 sur voie 'G' (racheté par Bachmann Insustries)
- Aster (Japon) : Modèles de précision au 1:32
- Bachmann Industries (Bermudes/Hong Kong) : Trains à voie étroite échelle 1:20.3 sur voie 'G' (anciennes séries 1:22.5)
- Cheddar (UK) : Locomotives à vapeur vive
- Hartland locomotive works -HLW- (USA) : Trains échelle 1:? & 1:24
- Lehmann Gross Bahn (LGB) (Allemagne) : Trains de jardin à voie étroite, échelle 1:22.5 sur voie 'G'(racheté par Märklin)
- Märklin (Allemagne) : Trains 'Marklin maxi' au 1:32 sur voie 'G', en cessation de paiement en 2009.
- MTH Railking (USA) : Modèles à l'échelle 1:32
- Piko (Allemagne) : Fabricant de trains 1:27 - 1:29, de bâtiments au 1:22.5 et d'accessoires.
- Regner (Allemagne) : Fabricant de trains et autres équipements à vapeur vive
- Roundhouse (modélisme) (UK) : Fabricant de locomotives à vapeur vive à l'échelle 1:19 à 1:22.5
- USA trains (USA) : Modèles au 1:29

### Accessoires
- Brian Jones (Trains de jardin) (UK) : Accessoires électroniques et commandes radio
- Cliff Barker (UK) : Voies Gauge 1 et Gauge 3, commandes radio
- Massoth (Allemagne) : Accessoires électroniques, commandes radio
- RCS (Australie) : Commandes radio
- Timpdon Electronics (UK) : Plus en activité - Accessoires électroniques et commandes radio

### Voies
- GarGraves (USA) : Fabricant de voies
- Peco (Royaume-Uni) : Fabricant de voies et de wagons
- Tenmille : Fabricant de voies
- Sunset Valley Railroad (USA) : Fabricant de voies

### Décoration
- Breyer horses (USA): Chevaux et autres animaux 1:12 & 1:32
- Garden texture (USA) : Fabricant de ponts, structures et bâtiments en bois - plans
- Imagimonde (France) : Plus en activité - Fabricant de kit de bâtiments et structures 1:22,5
- Papo farm animals (USA) : Animaux de ferme échelle 1:18 à 1:20
- Pola : Fabricant de bâtiments et accessoires au 1:22,5 (racheté par Faller)
- Preiser (Allemagne) : Fabricant de personnages et accessoires à échelles diverses
- Redutex (Espagne) Textures autocollantes à diverses échelles dont 1:22.5
- Safari LTD (USA): Animaux 1:20
- Schleich (Allemagne) : Animaux et personnages 1:20
- Vollmer (Allemagne) : Bâtiments ferroviaires 1:22,5
- Woodland Scenics(USA) : Fabricant de produits de décor.

### Disponibilités par échelles
| Échelle            | 1:19                 | 1:20,3                        | 1:22,5                                 | 1:24                        | 1:29                              | 1:32                                 |
| ------------------ | -------------------- | ----------------------------- | -------------------------------------- | --------------------------- | --------------------------------- | ------------------------------------ |
| Trains             | Accucraft Roundhouse | Bachmann Accucraft Roundhouse | Bachmann LGB Piko Accucraft            | Aristo-craft USA trains HLW | Aristo-craft USA trains Accucraft | Marklin MTH Railking Accucraft Aster |
| Bâtiments & Décors |                      |                               | Imagimonde LGB Pola Vollmer            |                             | Aristo-craft Piko                 |                                      |
| Personnages        |                      | Bachmann Schleich             | LGB Piko Pola Preiser Woodland scenics | Preiser                     |                                   | Preiser                              |